# توپ طلای ۱۹۶۲
توپ طلای ۱۹۶۲ (فرانسوی: 1962 Ballon d'Or‎) هفتمین رویداد سالیانهٔ توپ طلا بود که از سوی مجلهٔ فرانس فوتبال به بهترین بازیکن فوتبال در سال ۱۹۶۲ اعطا گردید که در این سال، یوزف ماسوپوست برندهٔ توپ طلا شد.

## رتبه‌بندی
| ردیف | نام                   | باشگاه                          | ملیت                             | امتیاز |
| ---- | --------------------- | ------------------------------- | -------------------------------- | ------ |
| ۱    | یوزف ماسوپوست         | دوکلا پراگ                      | چکسلواکی                         | ۶۵     |
| ۲    | اوزه‌بیو               | باشگاه فوتبال بنفیکا            | پرتغال                           | ۵۳     |
| ۳    | کارل-هاینتس شنلینگر   | باشگاه فوتبال کلن               | آلمان غربی                       | ۳۳     |
| 4    | Dragoslav Šekularac   | باشگاه فوتبال ستاره سرخ بلگراد  | جمهوری فدرال سوسیالیستی یوگسلاوی | ۲۶     |
| ۵    | ژف ژوریون             | باشگاه فوتبال اندرلشت           | بلژیک                            | ۱۵     |
| ۶    | جانی ریورا            | باشگاه فوتبال آ.ث. میلان        | ایتالیا                          | ۱۴     |
| ۷    | جیمی گریوس            | باشگاه فوتبال تاتنهام هاتسپر    | انگلستان                         | ۱۱     |
| ۸    | جان چارلز             | باشگاه فوتبال آ.اس. رم          | ولز                              | ۱۰     |
|      | میلان گالیچ           | باشگاه فوتبال پارتیزان          | جمهوری فدرال سوسیالیستی یوگسلاوی | ۱۰     |
| 10   | János Göröcs          | باشگاه فوتبال اویپشت            | مجارستان                         | ۶      |
| ۱۱   | خوزه آگواس            | باشگاه فوتبال بنفیکا            | پرتغال                           | ۴      |
|      | دنیس لا               | باشگاه فوتبال منچستر یونایتد    | اسکاتلند                         | ۴      |
|      | عمر سیووری            | باشگاه فوتبال یوونتوس           | آرژانتین                         | ۴      |
|      | ریموند کوپا           | باشگاه فوتبال استاد رنس         | فرانسه                           | ۴      |
| ۱۵   | آندری کواشنیاک        | باشگاه فوتبال اسپارتا پراگ      | چکسلواکی                         | ۳      |
|      | لوییس سوارز میرامونتس | باشگاه فوتبال اینتر میلان       | اسپانیا                          | ۳      |
|      | لوئیس دل سول          | باشگاه فوتبال یوونتوس           | اسپانیا                          | ۳      |
|      | آندره لروند           | Stade Français                  | فرانسه                           | ۳      |
| ۱۹   | کرت همرین             | باشگاه فوتبال فیورنتینا         | سوئد                             | ۲      |
|      | فلوریان آلبرت         | باشگاه فوتبال فرنتس‌واروش        | مجارستان                         | ۲      |
|      | Ernő Solymosi         | باشگاه فوتبال اویپشت            | مجارستان                         | ۲      |
|      | ویلیام شرویف          | باشگاه فوتبال اسلوان براتیسلاوا | چکسلواکی                         | ۲      |
|      | Horst Nemec           | باشگاه فوتبال آستریا وین        | اتریش                            | ۲      |
|      | Joaquín Peiró         | باشگاه فوتبال اتلتیکو مادرید    | اسپانیا                          | ۲      |
| ۲۵   | فرانسیسکو خنتو        | باشگاه فوتبال رئال مادرید       | اسپانیا                          | ۱      |
|      | لایوس تیشی            | باشگاه فوتبال بوداپست هونود     | مجارستان                         | ۱      |
|      | ازیو پاسکوتی          | باشگاه فوتبال بولونیا           | ایتالیا                          | ۱      |

Source: http://www.francefootball.fr/Ballon Or 1962